# Браћа Грим
Браћа Грим су Јакоб и Вилхелм Грим, који су славни по објављивању збирка немачких бајки, („Дечје и породичне приче“) (1812), другe свескe 1814. („1815“ на насловници), као и многих других издања током живота.

## Биографија

### Младости
Јакоб Лудвиг Карл Грим и Вилхелм Карл Грим рођени су 4. јануара 1785. и 24. фебруара 1786. године у Ханау у покрајини Хесен-Касел, у оквиру Светог римског царства (данашња Немачка), од оца Филипа Вилхелма Грима, правника, и мајке Дороте Грим (рођена Цимер), ћерке градског већника Касела. Они су били друго и треће најстарије преживело дете у породици од деветоро деце, од којих је троје умрло у детињству. Године 1791. породица се преселила у сеоски град Штајнау док је Филип тамо радио као окружни судија (Amtmann). Породица је постала истакнути чланови заједнице, живећи у великом дому окруженом пољима. Биограф Џек Зајпс пише да су браћа била срећна у Штајнау и да су „очигледно волели живот на селу“. Децу су школовали код куће приватни учитељи, примајући строга упутства као лутерани, што је обојици дало снажно верско опредељење. Касније су похађали локалне школе.
Године 1796, Филип Грим је умро од упале плућа, што је изазвало велико сиромаштво за велику породицу. Доротеја је била принуђена да се одрекне слуга и велике куће, и да постане зависна од финансијске подршке свог оца и сестре, која је тада била прва дама у чекању на двору Вилијама I, изборног кнеза Хесена. Јакоб је био најстарији преживели син, приморан са 11 година да брзо преузме обавезе одраслих (подељене са Вилхелмом) у наредне две године. Два брата су тада послушала савет свог деде, који их је непрестано подстицао да буду вредни.
Браћа су напустила Штајнау и своју породицу 1798. да би похађала Friedrichsgymnasium у Каселу, што је организовала и платила њихова тетка. До тада су били без мушког хранитеља (деда им је умро те године), што их је приморало да се у потпуности ослањају једно на друго и да постану изузетно блиски. Два брата су се разликовала по темпераменту — Јакоб је био интроспективан, а Вилхелм отворен (иако је често патио од лошег здравља) — али су делили снажну радну етику и били су одлични у учењу. У Каселу су постали акутно свесни свог инфериорног друштвеног статуса у односу на „високорођене“ студенте који су добили више пажње. Сваки брат је дипломирао на челу свог разреда: Јакоб 1803. и Вилхелм 1804. (изостао је из школе због шарлаха).

### Касел
Након што су матурирала у Friedrichsgymnasium, браћа су похађала Универзитет у Марбургу. Универзитет је био мали са око 200 студената и ту су постали веома свесни да студенти нижег друштвеног статуса нису равноправно третирани. Они су били дисквалификовани из уписа због свог друштвеног положаја и морали су да затраже диспензацију за студирање права. Имућнији студенти добијали су стипендије, али су браћа била искључена чак и из помоћи за школарину. Њихово сиромаштво их је спречавало да узму учешћа у студентским активностима или универзитетском друштвеном животу. Међутим, њихов статус аутсајдера је ишао у њихову корист и наставили су студије са додатном енергијом.
Инспирисани својим професором права Фридрихом фон Савињијем, који је у њима пробудио интересовање за историју и филологију, браћа су проучавала средњовековну немачку књижевност. Они су делили Савињијеву жељу да виде уједињење 200 немачких кнежевина у јединствену државу. Преко Савињија и његовог круга пријатеља — немачких романтичара попут Клеменса Брентана и Лудвига Ахима фон Арнима — Гримови су упознати са идејама Јохана Готфрида Хердера, који је сматрао да немачка књижевност треба да се врати једноставнијим облицима, које је дефинисао као Volkspoesie (природна поезија) — за разлику од Kunstpoesie (уметничке поезије). Браћа су се са великим ентузијазмом посветила учењу, о чему је Вилхелм писао у својој аутобиографији, „жар с којим смо учили старонемачки помогао нам је да превазиђемо духовну депресију тих дана.“
Јакоб је и даље био финансијски одговоран за своју мајку, брата и млађу браћу и сестре 1805. године, те је прихватио место у Паризу као асистент фон Савињија. По повратку у Марбург био је приморан да напусти студије како би издржавао породицу, чије је сиромаштво било толико екстремно да је хране често било мало, и запослио се у Хесенској ратној комисији. У писму написаном његовој тетки у то време, Вилхелм је писао о њиховим околностима: „Нас петоро људи једемо само три порције и то само једном дневно“.
Јакоб се запослио са пуним радним временом 1808. године када је постављен за дворског библиотекара краља Вестфалије и постао библиотекар у Каселу. Након смрти њихове мајке те године, постао је у потпуности одговоран за своју млађу браћу и сестре. Он је организовао и платио студије свог брата Лудвига на уметничкој школи и Вилхелмову продужену посету Халеу да би тражио третман за срчана и респираторна обољења, након чега се Вилхелм придружио Јакобу као библиотекар у Каселу. На Брентанов захтев, браћа су почела да прикупљају народне приповетке на летимичан начин 1807. године.  Према Џеку Зајпсу, у овом тренутку „Гримови нису били у стању да посвете сву своју енергију свом истраживању и нису имали јасну представу о значају прикупљања народних прича у овој почетној фази.“
Током свог запослења као библиотекари — који је мало плаћао, али им је давао довољно времена за истраживање — браћа су доживела продуктиван период учења, објављивајући књиге између 1812. и 1830. године. Године 1812, објавили су свој први том од 86 народних прича, Kinder- und Hausmärchen, након чега су убрзо уследила два тома немачких легенди и том ране књижевне историје. Наставили су да објављују радове о данским и ирским народним причама (као и нордијској митологији), док су наставили да уређују немачку збирку народних прича. Ова дела су постала толико позната да су браћа добила почасне докторате са универзитета у Марбургу, Берлину и Бреславу (данас Вроцлав).

### Гетиген
Вилхелм се 15. маја 1825. оженио Хенријетом Доротеом (Дорчен) Вајлд, ћерком фармацеута и пријатељицом из детињства која је браћи испричала неколико прича. Јаkоб се никада није женио, али је наставио да живи у домаћинству са Вилхелмом и Дорoтeom. Године 1830, оба брата су занемарена када је постало доступно место главног библиотекара, што их је веома разочарало. Преселили су домаћинство у Гетинген у Краљевини Хановер, где су се запослили на Универзитету у Гетингену—Јакоб као професор и главни библиотекар и Вилхелм као професор.
Током наредних седам година браћа су наставила да истражују, пишу и објављују. Године 1835. Јацоб је објавио добро цењену немачку митологију (Deutsche Mythologie); Вилхелм је наставио да уређује и припрема треће издање Kinder- und Hausmärchen за објављивање. Два брата су предавала германистику на универзитету, постајући веома цењена у новооснованој дисциплини.
Године 1837. браћа су изгубила своја универзитетска места након што су се придружила остатку Гетингенске седморке у протесту. Тридесете године 18. века биле су период политичких преокрета и побуне сељака у Немачкој, што је довело до покрета за демократске реформе познатог као Млада Немачка. Браћа нису била директно повезана са Младим Немцима, али су они и петорица њихових колега реаговали против захтева Ернеста Августа, краља Хановера, који је 1837. распустио парламент Хановера и захтевао заклетве на верност од државних службеника — укључујући професоре на Универзитету у Гетингену. Због одбијања да потпишу заклетву, седам професора је отпуштено, а тројица су депортована из Хановера — укључујући Јакоба, који је отишао у Касел. Касније су му се тамо придружили Вилхелм, Дорчен и њихово четворо деце.
Браћа су била без прихода и поново у екстремним финансијским потешкоћама 1838. године, те су започели оно што ће постати доживотни пројекат — писање коначног речника, Немачког речника (Deutsches Wörterbuch) — чији је први том објављен тек 1854. Браћа су поново зависила од пријатеља и присталица за финансијску помоћ и утицај у проналажењу запослења.

## Уметничка бајка
Браћа Грим су зачетници уметничке бајке као и Шарл Перо.

## Везе са српском књижевношћу
Браћа Грим су знали и српски језик и део бајки су преузели са српског језика. Водили су преписку са Вуком Стефановићем Караџићем.

## Бајке браће Грим
- Снежана
- Пепељуга
- Ивица и Марица
- Црвенкапа
- Храбри кројач
- Палчић
- Цвилидрета
- Златна гуска
- Златокоса
- Краљ жаба
- Ивица и Марица
- Сточићу, постави се
- Братац и сестрица
- Баба Хола
- Три брата
- Успавана лепотица
- Мачак у чизмама
- Гушчарица
- Четири брата од заната
- Шесторица који су обишли свет

## Сараднички радови
- Die beiden ältesten deutschen Gedichte aus dem achten Jahrhundert: Das Lied von Hildebrand und Hadubrand und das Weißenbrunner Gebet, (The Two Oldest German Poems of the Eighth Century: The Song of Hildebrand and Hadubrand and the Wessobrunn Prayer)—ninth century heroic song, published 1812
- Kinder- und Hausmärchen (Children's and Household Tales)—seven editions, between 1812 and 1857[15]
- Altdeutsche Wälder (Old German Forests)—three volumes between 1813 and 1816
- Der arme Heinrich von Hartmann von der Aue (Poor Heinrich by Hartmann von der Aue)—1815
- Lieder der alten Edda (Songs from the Elder Edda)—1815
- Deutsche Sagen (German Sagas)—published in two parts between 1816 and 1818
- Irische Elfenmärchen—Grimms' translation of Thomas Crofton Croker's Fairy Legends and Traditions of the South of Ireland, 1826
- Deutsches Wörterbuch (German Dictionary)—32 volumes published between 1852 and 1960[16]